# Canti lunari (Maler)
Canti lunari  è il quarto album in studio del cantautore italiano Maler, pubblicato il 18 gennaio 2024 dall'etichetta discografica Parametri Musicali per il download digitale. Concepito durante il lockdown, Canti lunari è un viaggio alla riscoperta del lato sacro della natura e celebra il principio femminile dell’esistenza.                    Maler è autore di tutti i testi e coautore delle musiche insieme a Giancarlo Di Maria, produttore artistico e arrangiatore del progetto. Primo singolo estratto è La santa, storia di rinascita e guarigione di una donna che riscopre la propria dimensione femminile profonda. La regia del video  è di Stefano Volpato e Anna Berton che avevano già curato “Demone del tardi”.

## Tracce
1. Sulle tue ali
2. La sposa nell’aria
3. La santa
4. Calinverna
5. Alma
6. L’amore invisibile
7. Profezia della luna
8. Armonia degli opposti
9. Anime del sogno
10. VitaVasta
11. Selinunte